# فهرست حامیان دونالد ترامپ در انتخابات ریاست جمهوری ایالات متحده آمریکا (۲۰۲۰)
فهرست حامیان دونالد ترامپ در انتخابات ریاست جمهوری ایالات متحده آمریکا (انگلیسی: List of Donald Trump 2020 presidential campaign endorsements)متشکل از اشخاص و سازمان‌های سرشناسی هستند که به حمایت از دونالد ترامپ در رقابتهای مقدماتی ریاست‌جمهوری حزب جمهوری‌خواه (۲۰۲۰) برای انتخابات ریاست‌جمهوری ایالات متحده‌آمریکا (۲۰۲۰) برخواسته‌اند.

## حمایت‌ها

### حزب جمهوری خواه
در سال ۱۹۳۲، زمانی که رئیس‌جمهور هوور به نامزدی ریاست‌جمهوری در آن سال رضایت داد، با وجود از دست دادن بیشترین آرا در مبارزات مقدماتی، اما با اکثریت قریب به اتفاق برنده انتخابات شد، حزب جمهوری‌خواه همواره به‌طور غیررسمی از رئیس‌جمهور در قدرت حمایت کرده‌است، اگرچه این استراتٰژی برغم پیروزی‌ها همیشه موفق نبوده‌است، مانند صدمه‌ای که رئیس‌جمهور جورج دابلیو بوش در سال ۱۹۹۲ به خاطر حمایت حزب‌جمهوری‌خواه داشت.
در دسامبر سال ۲۰۱۸ کمپین ترامپ اعلام کرد که کارزار انتخاباتی ۲۰۲۰ خود را با کمیته ملی جمهوری‌خواهان ادغام می‌کند. وی ماه بعد در نشست زمستانی کمیته ملی جمهوریخواهان در نیومکزیکو، در حالی که تصدیق کرده بود رئیس‌جمهور نامزد موقت حزب خواهد بود اما درجریان کارزار قوانین کمیسیون انتخابات فدرال را شکست، و در کنگره کمیته ملی جمهوریخواهان در یک رای‌گیری غیررسمی تاییدیه یا «حمایت کامل» حزب را به دست آورد.

### مسئولان اجرایی ایالات متحده‌آمریکا

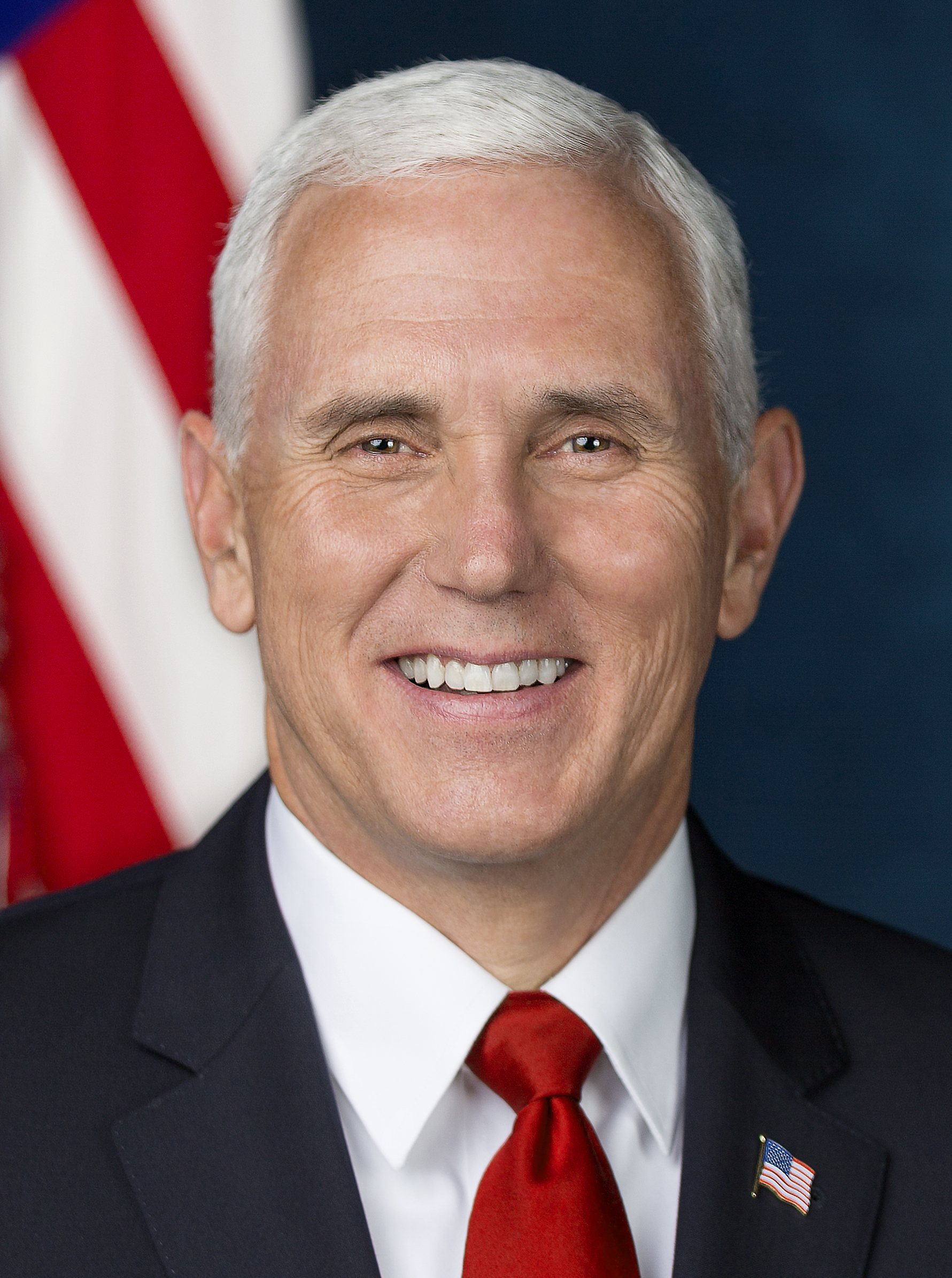
معاون رئیس‌جمهور مایک پنس در سال ۲۰۱۷

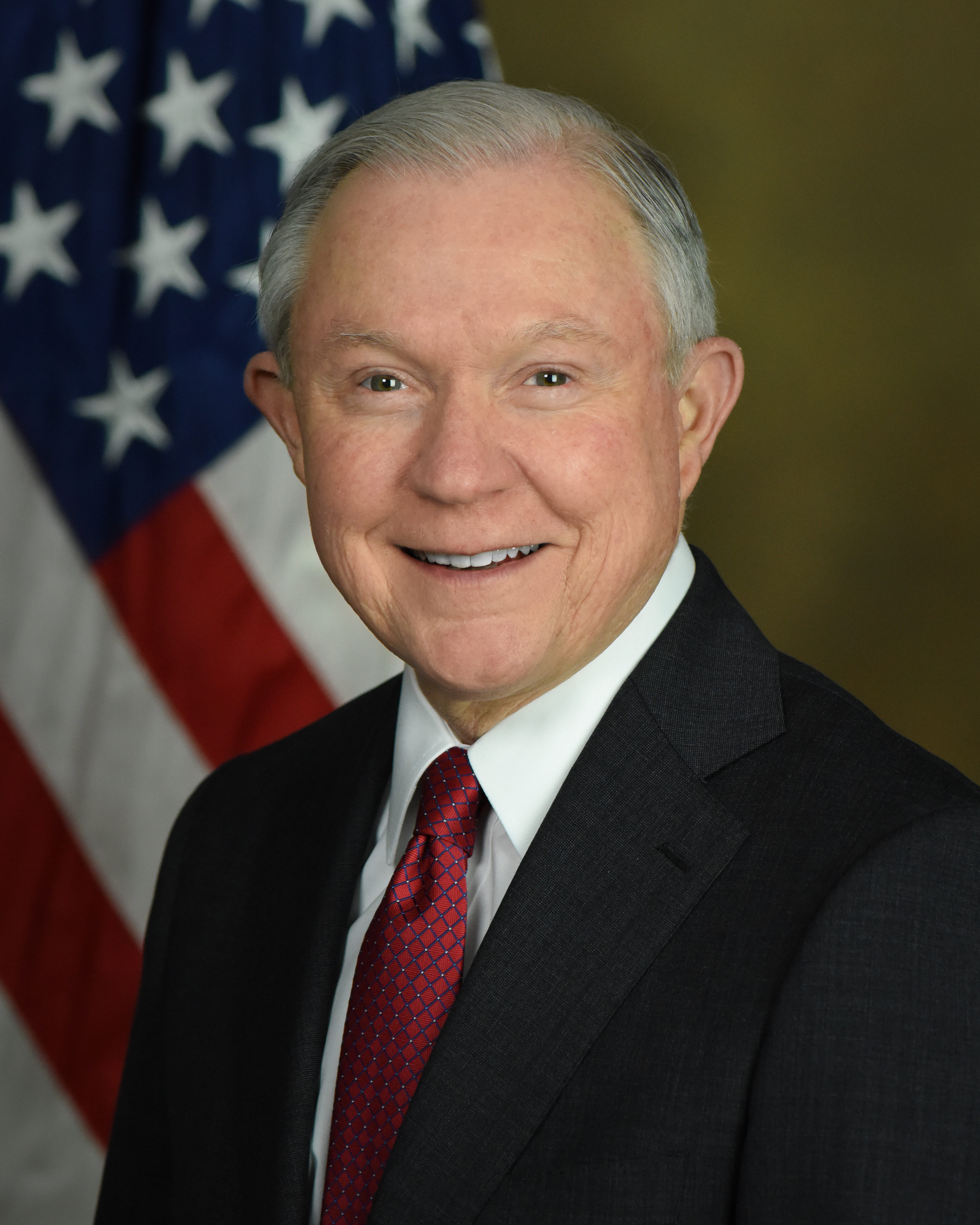
جف سشن دادستان کل سابق در سال ۲۰۱۷

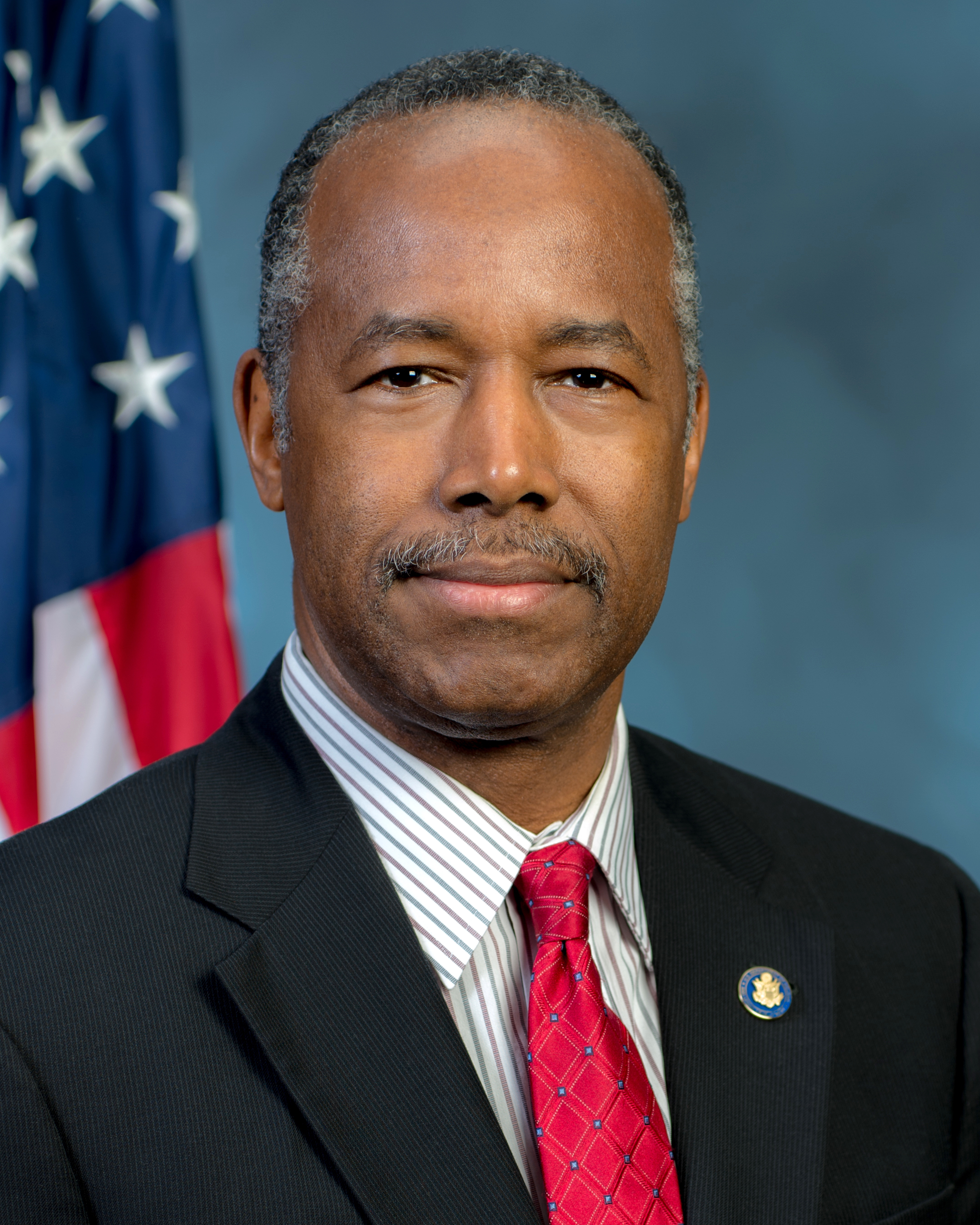
وزیر مسکن بن کارسون در سال ۲۰۱۷

- مایک پنس، معاون رئیس‌جمهور ایالات متحده آمریکا ۲۰۱۷-اکنون؛ * فرماندار ایندیانا ۲۰۱۳–۲۰۱۷؛ نماینده ایالات متحده از ایندیانا-۶ ۲۰۰۱تا ۲۰۱۳[۵]
- بتسی دواس، وزیر آموزش ایالات متحده آمریکا تا سال ۲۰۱۷[۶]
- بن کارسون، وزیر مسکن و توسعه شهری ایالات متحده آمریکا از سال ۲۰۱۷ تاکنون؛ نامزد ریاست جمهوری در سال ۲۰۱۶[۷]
- کلین کانوی مدیر کمپین، استراتژیست، و نظرسنج جمهوری‌خواه آمریکایی و مشاور رئیس‌جمهور دونالد ترامپ ۲۰۱۷-اکنون[۸]
- استیون میلر (مشاور سیاسی) مشاور ارشد سیاستگذاری رئیس‌جمهور دونالد ترامپ ۲۰۱۷ - حال[۹]
- آلدونا زوفیا ووس معاون رئیس کمیته ریاست جمهوری در خانه‌های مسکن ۲۰۱۷-اکنون
- تری برنستد سفیر ایالات متحده آمریکا در چین تا سال ۲۰۱۷؛ فرماندار ایالت متحده ۱۹۸۳–۱۹۹۹ و ۲۰۱۱–۲۰۱۷[۱۰]
- شارون دی سفیر ایالات متحده آمریکا در کاستاریکا

### سابق
- جف سشنز، دادستان کل ایالات متحده ۲۰۱۷–۲۰۱۸؛ سناتور ایالات متحده از آلاباما ۱۹۹۷–۲۰۱۷[۱۱]
- راینس پریبس، رئیس ستاد کاخ سفید در سال ۲۰۱۷[۱۲]
- کیتی والش، معاون رئیس کل ستادهای کاخ سفید در سال ۲۰۱۷[۱۳]
- استیو بنن، استراتژیست ارشد کاخ سفید در سال ۲۰۱۷[۸]
- هوپ هیکس، مدیر ارتباطات کاخ سفید ۲۰۱۷–۲۰۱۸[۵]
- جان مکنتی، کمک شخصی به رئیس‌جمهور ۲۰۱۷–۲۰۱۸[۱۴]
- جورج گیگیکس، مدیر برنامه‌ریزی و پیشرفت کاخ سفید در سال ۲۰۱۷[۱۵]
- نیکی هیلی، سفیر ایالات متحده در سازمان ملل متحد در سال ۲۰۱۷–۲۰۱۸[۱۶]

### فعلی

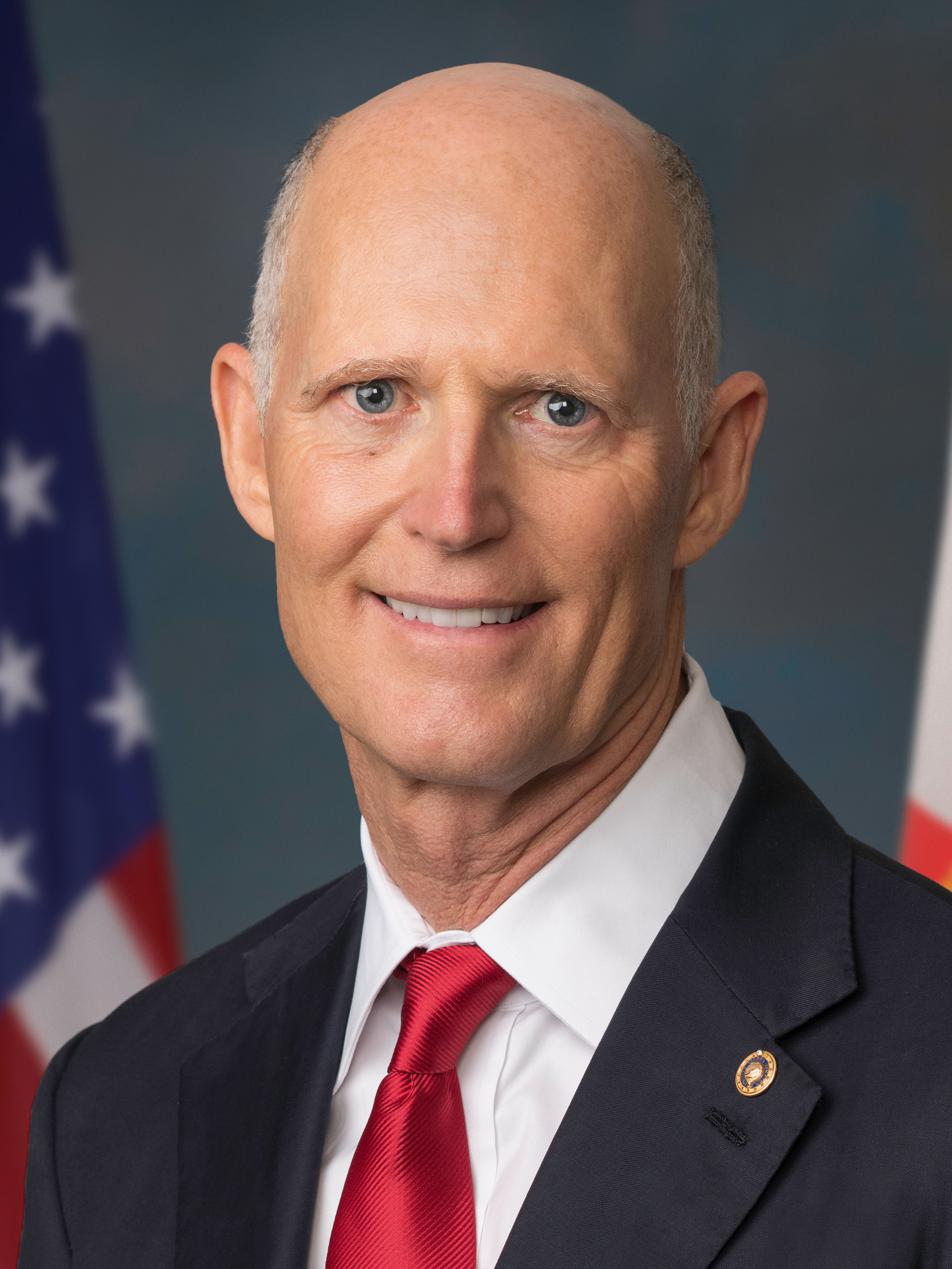
سناتور ایالات متحده آمریکا ریک اسکات در سال ۲۰۱۹

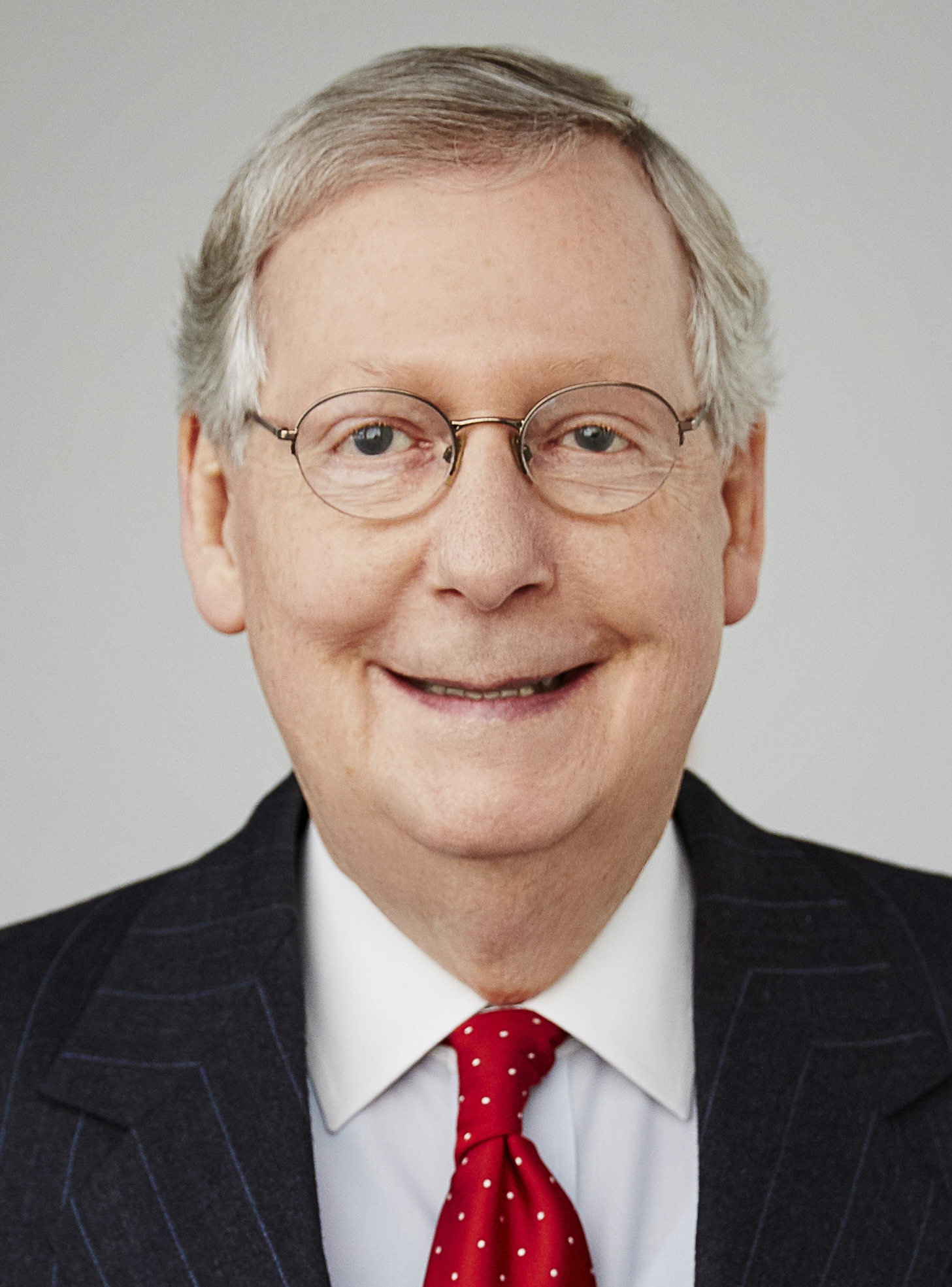
رهبر اکثریت سنا، میچ مک کانل در سال ۲۰۱۶

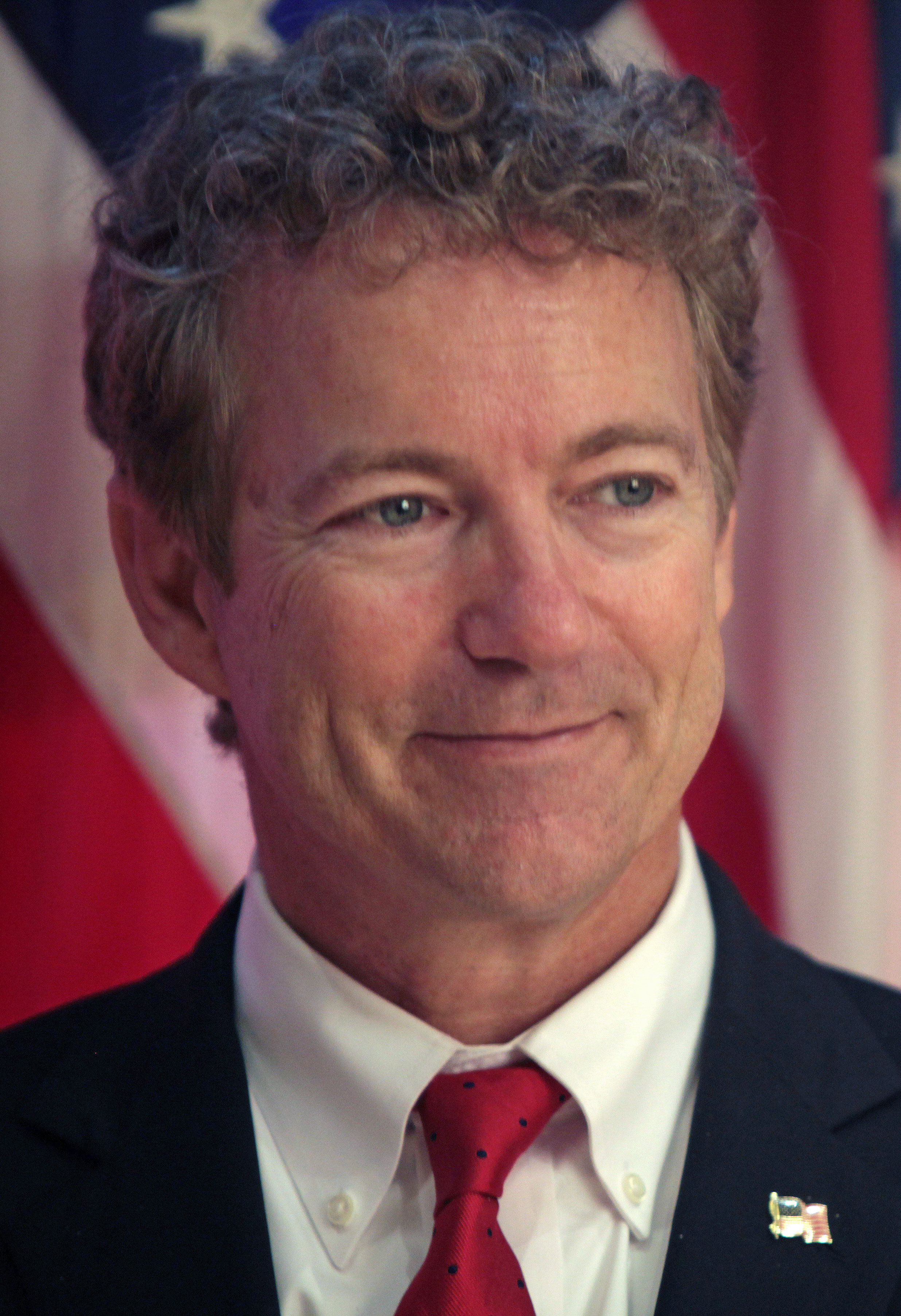
سناتور ایالات متحده رند پل در سال ۲۰۱۵

- ریک اسکات، سناتور ایالات متحده از فلوریدا تا سال ۲۰۱۹؛ فرماندار * فلوریدا ۲۰۱۱–۲۰۱۹[۱۷]
- میچ مک کانل، سناتور ایالات متحده از کنتاکی ۱۹۸۵ تا کنون[۱۸]
- رند پال، سناتور ایالات متحده از کنتاکی ۲۰۱۱-اکنون؛ نامزد ریاست جمهوری در سال ۲۰۱۶[۱۹]
- جیمز لنکفرد، سناتور ایالات متحده از اوکلاهما ۲۰۱۵ تا کنون؛ نماینده ایالات متحده از اکی-۵ ۲۰۱۱–۲۰۱۵[۲۰]
- لیندسی گراهام، سناتور ایالات متحده از کارولینای جنوبی ۲۰۰۳ تا کنون؛ نماینده ایالات متحده از اس‌سی-۳ ۱۹۹۵–۲۰۰۳؛ نامزد ریاست جمهوری در سال ۲۰۱۶[۲۱]
- مایک لی، سناتور ایالات متحده از یوتا ۲۰۱۱-اکنون[۲۲]
- مارکو روبیو، سناتور ایالات متحده از فلوریدا ۲۰۱۱ تا کنون؛ نامزد ریاست جمهوری در سال ۲۰۱۶[۲۳]
- مارشا بلکبرن، سناتور ایالات متحده از تنیس ۲۰۱۹ تا کنون؛ نماینده ایالات متحده از تی‌ان-۷ ۲۰۰۳–۲۰۱۹[۲۴]
- کری گاردنر، سناتور ایالات متحده از کلرادو ۲۰۱۵ تا کنون؛ نماینده U.S. از کو-۴ ۲۰۱۱–۲۰۱۵[۲۵]
- راب پورتمن، سناتور ایالات متحده از اوهایو ۲۰۱۱ تا کنون[۲۵]
- تد کروز، سناتور ایالات متحده از تگزاس ۲۰۱۳ تا کنون؛ سابق * عمومی تگزاس ۲۰۰۳–۲۰۰۸[۲۶]
- جونی ارنست، سناتور ایالات متحده از ایوا ۲۰۱۵ تا کنون[۲۷]

### سابق
- لوتر استرینج، سناتور ایالات متحده از آلاباما ۲۰۱۷–۲۰۱۸[۲۸]
- دیوید ویتر، سناتور ایالات متحده از لوئیزیانا ۲۰۰۵–۲۰۱۷؛ ایالات متحده * نماینده ال‌ا-۱ ۱۹۹۹–۲۰۰۵؛ نامزد فرماندار لوئیزیانا در سال ۲۰۱۵

### نمایندگان ایالات متحده‌آمریکا

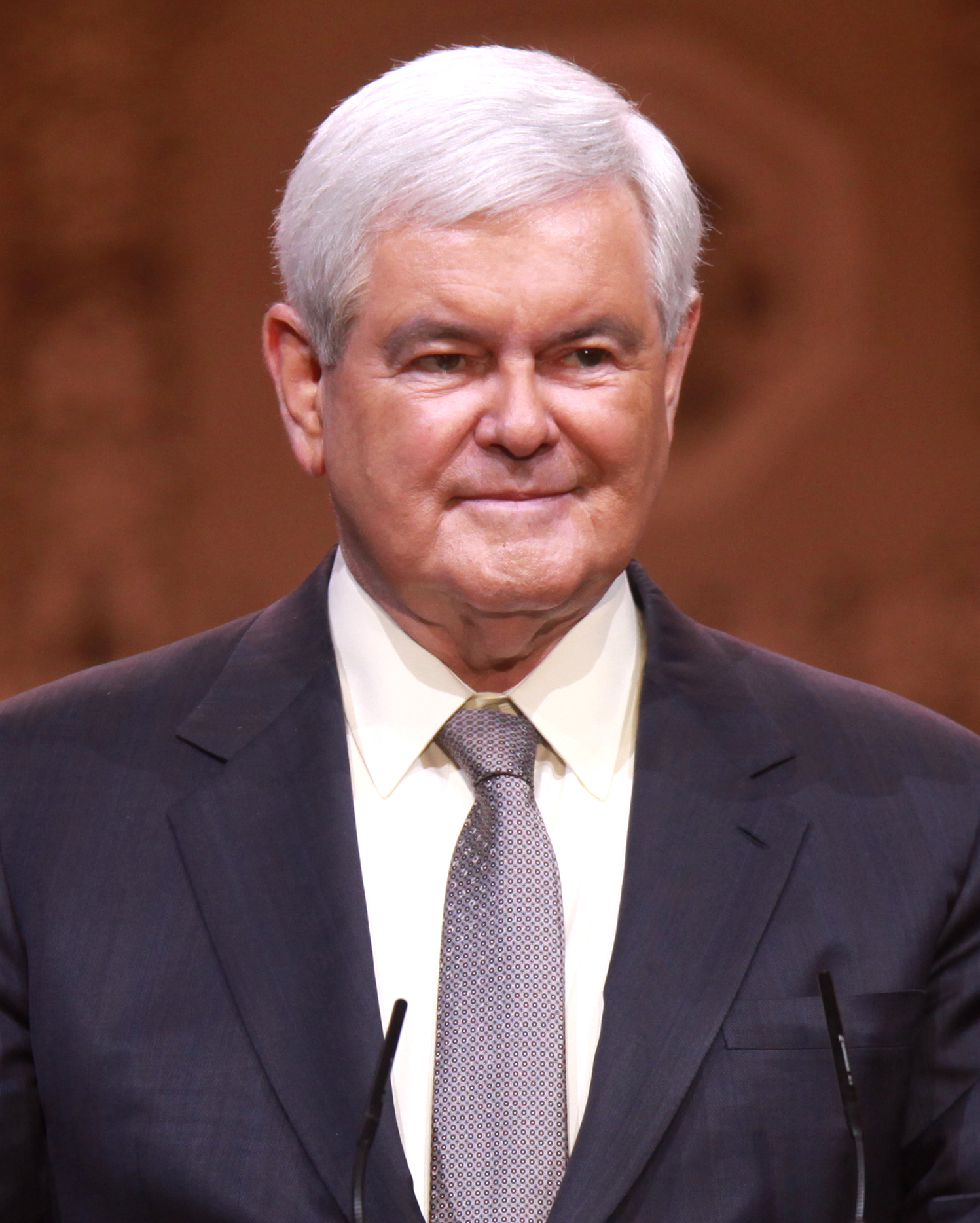
نیوت گینگریچ، رئیس سابق مجلس نمایندگان در سال ۲۰۱۴

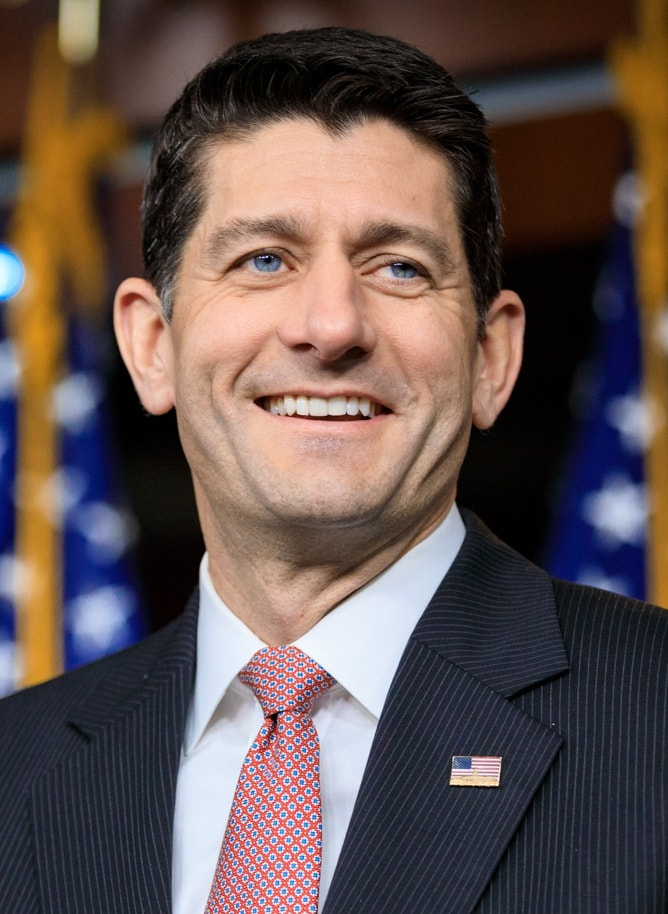
رئیس سابق مجلس نمایندگان پل ریان در سال ۲۰۱۸

- نیوت گینگریچ، نماینده ایالات متحده از جورجیا-۶ ۱۹۷۹–۱۹۹۹؛ رئیس مجلس ۱۹۹۵–۱۹۹۹؛ کاندیدای ریاست جمهوری در سال ۲۰۱۲[۲۹]
- سخنگوی سابق خانه پال رایان در سال ۲۰۱۸
- برادلی بیرن، نماینده ایالات متحده از آل-۱ ۲۰۱۳-اکنون[۵]
- رابرت ادرهولت، نماینده ایالات متحده از آل-۴ ۱۹۹۷ تا کنون[۵]
- پال کوک، نماینده ایالات متحده از کالیفرنیا-۸، عضو مجمع عمومی ایالت کالیفرنیا ۲۰۰۶–۲۰۱۲، عضو شورای شهر دره یوکا ۱۹۹۸–۲۰۰۶.
- مت گیتس، نماینده ایالات متحده از فلوریدا-۱ ۲۰۱۷-اکنون[۳۰]
- نیل دان، نماینده ایالات متحده از فلوریدا-۲ ۲۰۱۷-اکنون[۱۷]
- بیل پسی، نماینده ایالات متحده از فلوریدا-۸ ۲۰۰۹-اکنون[۳۰]
- دنیس ای. راس، نماینده ایالات متحده از فلوریدا-۱۵ ۲۰۱۱–۲۰۱۹[۱۷]
- کلی هیگینز، نماینده ایالات متحده از ال‌ا-۳ ۲۰۱۷-اکنون[۳۱]
- رالف ابراهیم، نماینده ایالات متحده از ال‌ا-۵ ۲۰۱۵ تا کنون[۳۱]
- گارت گریوز، نماینده ایالات متحده از ال‌ا-۶ ۲۰۱۵-اکنون[۳۱]
- رابرت پیتنجر، نماینده ایالات متحده از نیویورک سیتی-۹ ۲۰۱۳–۲۰۱۹[۳۲]
- مایک کلی، نماینده ایالات متحده از پنسیلوانیا-۳ ۲۰۱۱-اکنون
- اسکات پری، نماینده ایالات متحده از پنسیلوانیا-۴ ۲۰۱۳-اکنون
- گلن تامپسون، نماینده ایالات متحده از پنسیلوانیا-۵ ۲۰۰۹-اکنون
- تام مارینو، نماینده ایالات متحده از پنسیلوانیا-۲۰۱۱ ۲۰۱۱–۲۰۱۹
- اسکات دی‌ژارلی، نماینده ایالات متحده از تی‌ان-۴ ۲۰۱۱-اکنون
- مارک ای. گرین، نماینده ایالات متحده از تی‌ان-۷ ۲۰۱۹-اکنون[۵]

پل رایان، نماینده ایالات متحده از ویسکانسین-۱ ۱۹۹۹–۲۰۱۹؛ رئیس مجلس ۲۰۱۵–۲۰۱۹؛ نامزد جمهوری خواه برای معاون رئیس‌جمهور در سال ۲۰۱۲
- شان دافی، نماینده ایالات متحده از ویسکانسین-۷ ۲۰۱۱-اکنون[۵]

### فرمانداران

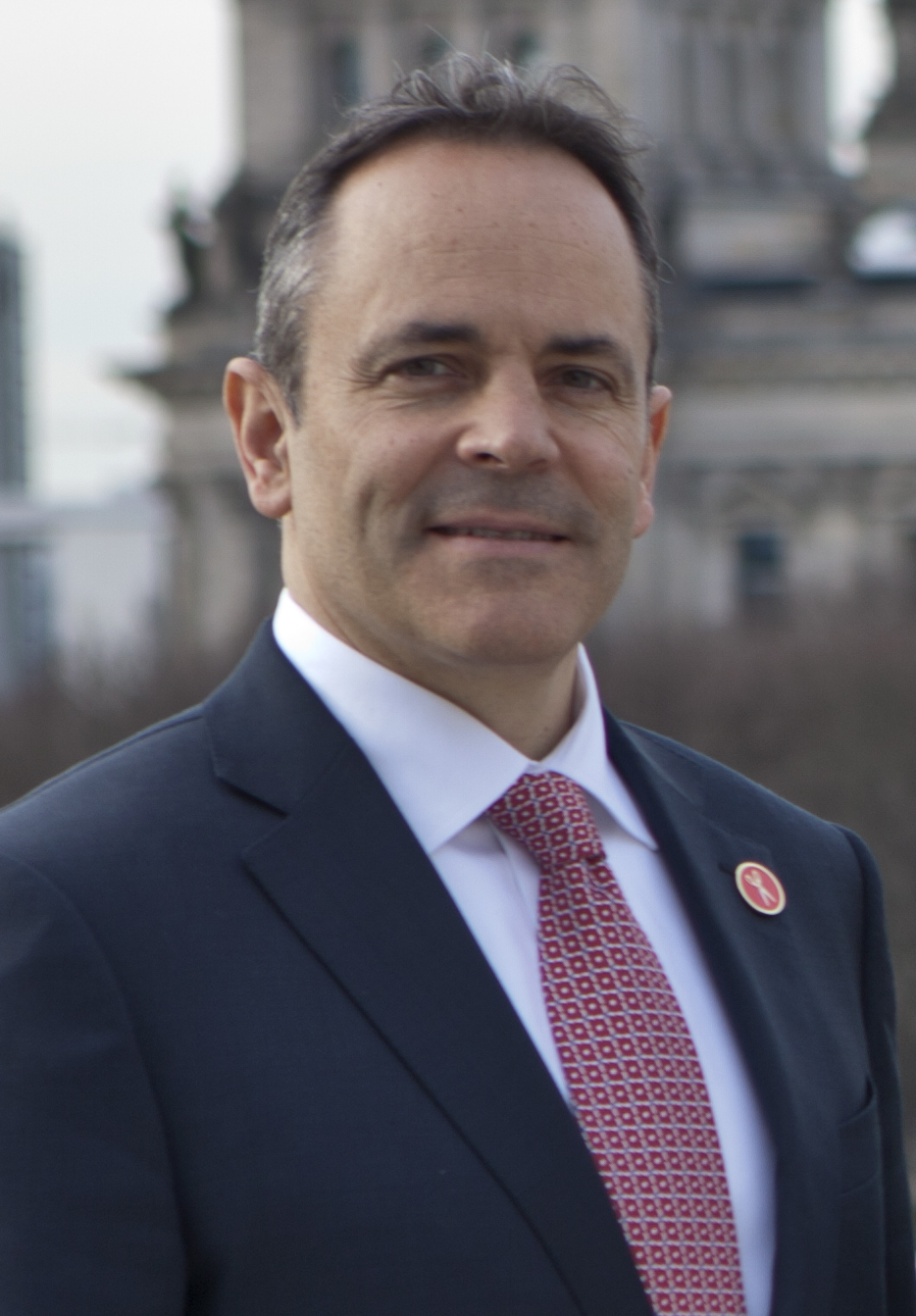
فرماندار کنتاکی مت بوین در سال ۲۰۱۷

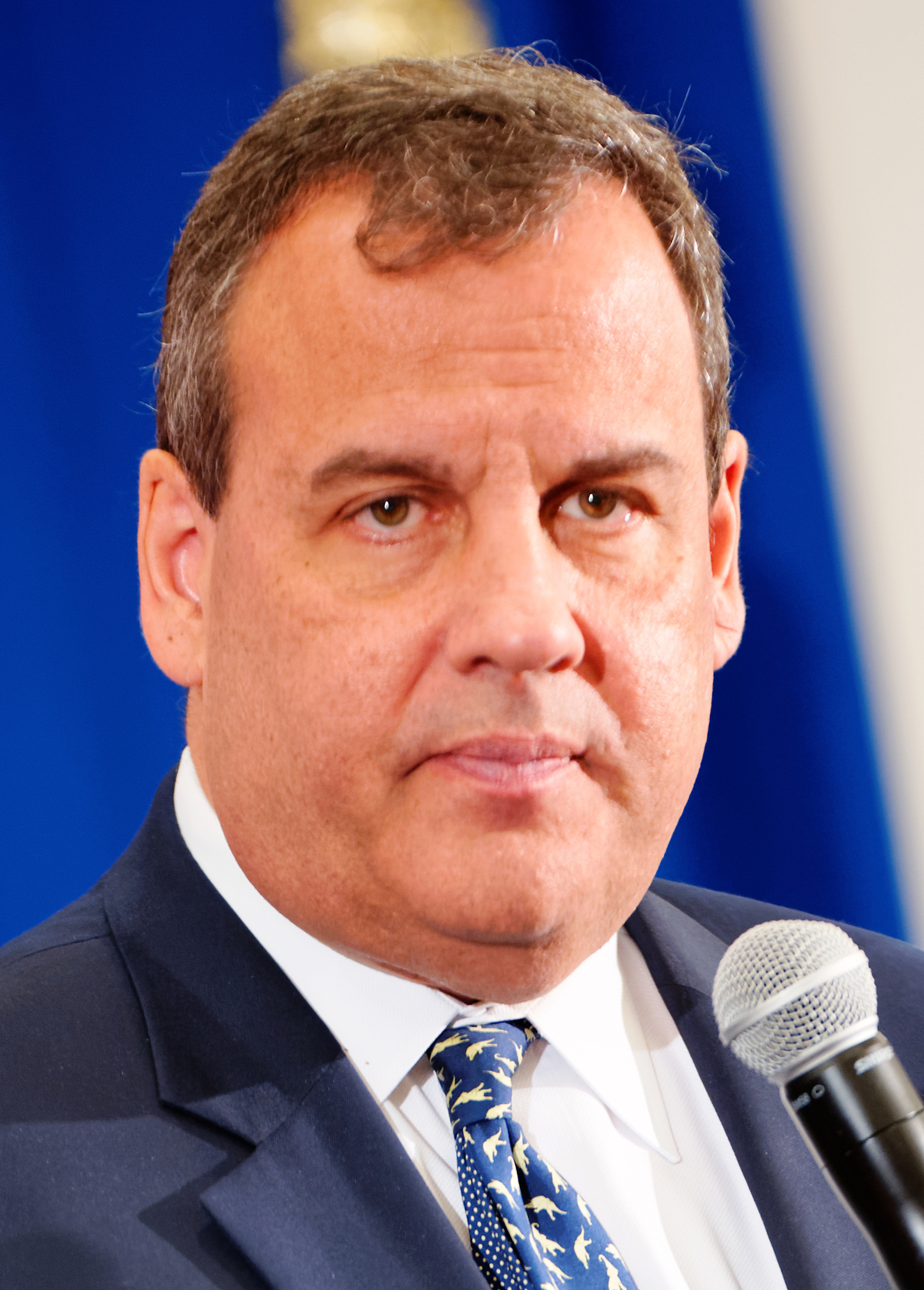
فرماندار سابق نیوجرسی کریس کریستی در سال ۲۰۱۵

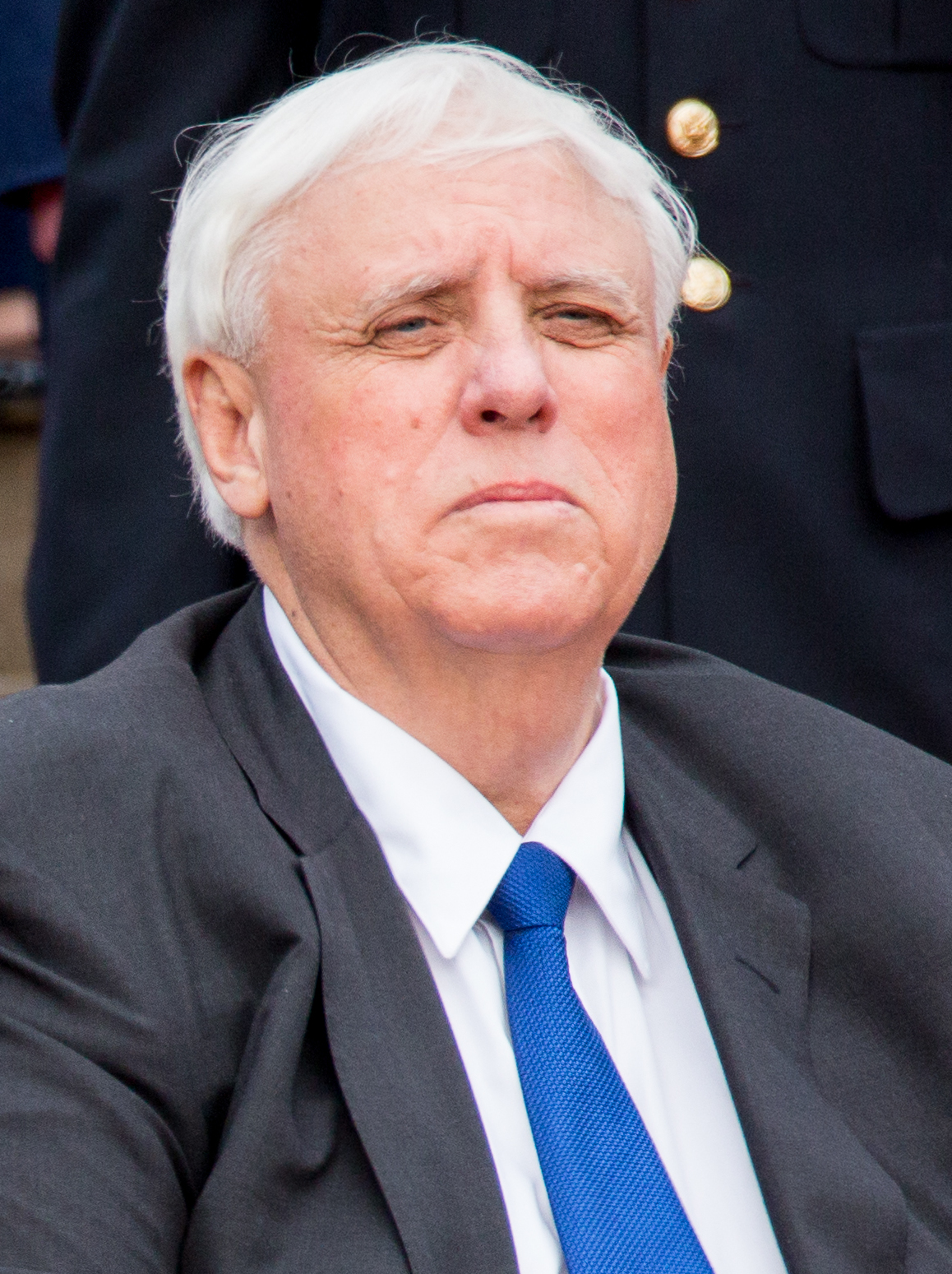
فرماندار ویرجینیای غربی جیم جاستیس در سال ۲۰۱۷

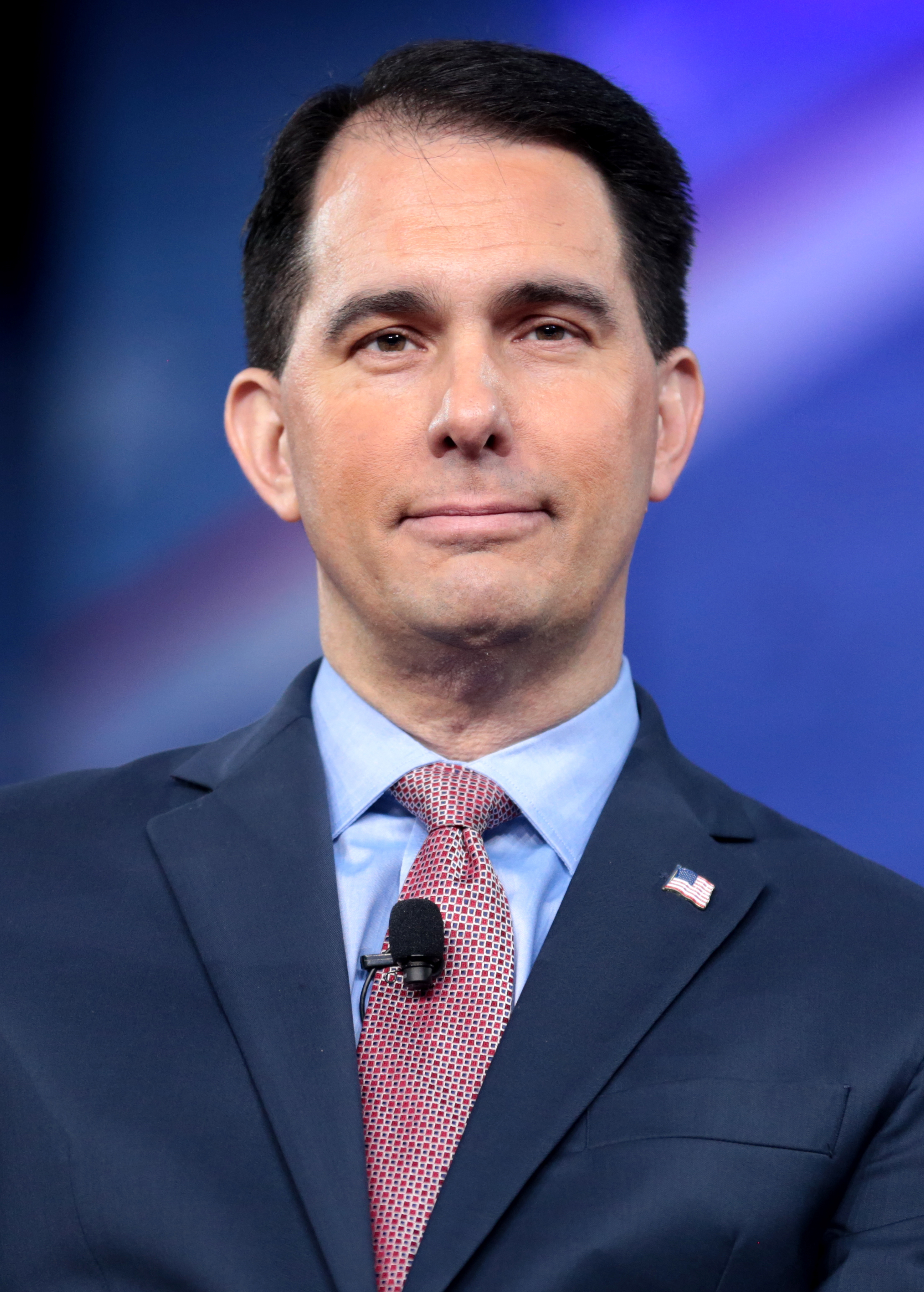
فرماندار سابق ویسکانسین اسکات واکر در سال ۲۰۱۷

- کی آیوی، فرماندار آلاباما، ۲۰۱۷ تاکنون[۱۸]
- مت بوین، فرماندار کنتاکی، ۲۰۱۵ تا کنون[۱۸]
- فیل براینت، فرماندار می‌سی‌سی‌پی ۲۰۱۲-تا کنون[۱۸]
- کریس کریستی، فرماندار نیوجرسی ۲۰۱۰–۲۰۱۸؛ کاندیدای ریاست جمهوری در سال ۲۰۱۶[۱۸]
- هنری مک‌مستر، فرماندار کارولینای جنوبی در سال ۲۰۱۷ تاکنون[۱۸]
- جیم جاستیس، فرماندار ویرجینیای غربی از سال ۲۰۱۷ تاکنون[۱۸] (که قبلاً دموکراتیک بود)
- اسکات واکر، فرماندار ویسکانسین ۲۰۱۱–۲۰۱۹؛ نامزد ریاست جمهوری در سال ۲۰۱۶[۱۸]

### مقامات دولتی
- جنین همپتون، فرماندار لتونی کنتاکی ۲۰۱۵-امروز[۱۸]
- بیلی نونگسر، فرماندار لوئیزیانا تا سال ۲۰۱۶ تاکنون[۱۸]
- پام باندی، دادستان کل فلوریدا ۲۰۱۱–۲۰۱۹[۱۸]
- جف لاندری، دادستان کل لوئیزیانا تا سال ۲۰۱۶؛ نماینده ایالات متحده از ال‌ا-۳ ۲۰۱۱–۲۰۱۳[۱۸]
- آدام پاتنم، عضو کمیته کشاورزی فلوریدا ۲۰۱۱–۲۰۱۹؛ نماینده ایالات متحده از فلوریدا-۱۲ ۲۰۰۱–۲۰۱۱؛ نامزد فرماندار در سال ۲۰۱۸[۱۸]
- کنت لئونارد، کمیساریای کشاورزی ویرجینیای غربی، ۲۰۱۷-اکنون[۱۸]
- جاش ماندل، خزانه‌داری اوهایو ۲۰۱۱–۲۰۱۹؛ کاندیدای سنا ایالات متحده در سال ۲۰۱۸ و نامزد جمهوریخواهان در سال ۲۰۱۲[۱۸]
- چری بری، کمیسر کار کارولینای شمالی ۲۰۰۱ - حال[۱۸]
- تام پارکر، معاون دادگستری دیوان عالی آلاباما ۲۰۰۵ تا کنون[۱۸]
- جرج پی. بوش، کمیسیون زمینهٔ تگزاس ۲۰۱۵ تا کنون[۱۸]

### قانونگذاران ایالتی
- رالف آلوارادو، سناتور ایالتی کنتاکی (ناحیه ۲۸) ۲۰۱۵-امروز[۳۲]
- بادی وایت، سناتور ایالتی از لوئیزیانا (ناحیه ۶) ۲۰۱۲-تا کنون[۳۲]
- مای ببرز، سناتور ایالتی تنسی (ناحیه ۱۷)، ۲۰۰۳–۲۰۱۷؛ نامزد فرماندار در سال ۲۰۱۸[۳۲]
- مارک ریمنارد، سناتور ایالتی ویرجینیای غربی (ناحیه ۶) ۲۰۱۵-امروز[۳۲]
- اد هنری، نماینده دولت از آلاباما (ناحیه ۹) ۲۰۱۰-تا کنون[۳۲]
- جیم کارنز، نماینده دولت از آلاباما (ناحیه ۴۸)، ۱۹۹۰–۲۰۰۶ و ۲۰۱۲-اکنون[۳۲]
- پروری هورپر جونیور، نماینده ایالت آلاباما (ناحیه ۷۳) ۱۹۸۴–۲۰۰۳[۳۲]
- الودا کینگ، نماینده دولت از گرجستان (ناحیه ۲۸) ۱۹۷۹–۱۹۸۳[۳۲]
- اشلی هینسون، نماینده ایالتی از ایوا (ناحیه ۶۷) تا سال ۲۰۱۷[۳۲]
- کن رازر، نماینده ایالتی از آیووا (ناحیه ۶۸) ۲۰۱۵-امروز[۳۲]
- جیمی دیکسون نماینده ایالتی از کارولینای شمالی (ناحیه ۴) ۲۰۱۱-تا کنون[۳۲]
- ریک ساکونه، نماینده ایالت پنسیلوانیا (ناحیه ۳۹) ۲۰۱۱–۲۰۱۸؛ کاندیدای سنا ایالات متحده و PA-14 در سال ۲۰۱۸؛ نامزد جمهوری خواه در انتخابات *ویژه سال ۲۰۱۸ برای پی ۱–۱۸[۳۲]
- گرگ روثمن نماینده ایالت پنسیلوانیا (ناحیه ۸۷) ۲۰۱۵-امروز[۳۲]

### شهرداران
- نیت رابرتسون، شهردار فیتویل، کارولینای شمالی ۲۰۱۳–۲۰۱۷[۳۲]
- کتی میهان، شهردار ملبورن، فلوریدا ۲۰۱۲-اکنون[۵]
- سندی استمپسون، شهردار موبایل، آلاباما، ۲۰۱۳ تا کنون[۵]

### مقامات محلی
- کارولین اسم حیوان دست آموز ویلز، کلیسای شهرستان چستر، پنسیلوانیا ۲۰۰۰ تا کنون[۳۳]
- دیوید کلارک، کلانتر از میووکی کانتی، ویسکانسین ۲۰۰۲–۲۰۱۷؛ نامزد شهردار میلواکی در سال ۲۰۰۴[۳۰] (دموکرات)
- اریک اریکسون، مفسر محافظه کار و شورای شهر سابق مکون[۳۴]

### سایر مقامات دولتی
- جف دوگانگی، مدیر مالی ناسا ۲۰۱۸-اکنون[۳۵]
- اندرو ساول، رئیس هیئت سرمایه‌گذاری صندوق بازنشستگی فدرال ۲۰۰۲–۲۰۱۱[۳۶]

### مقامات حزب
- رنه مک دانیل، رئیس کمیته ملی جمهوری خواه ۲۰۱۷ تاکنون[۱۲]
- کریستین تورتی، عضو کمیته ملی جمهوری خواه از پنسیلوانیا ۱۹۹۷ تا کنون[۳۳]
- تری لاتان، رئیس حزب جمهوریخواه آلاباما ۲۰۱۵ تا کنون[۵]
- بلیز اینگوگلیا، رئیس حزب جمهوریخواه فلوریدا ۲۰۱۵–۲۰۱۹[۵]
- جف کافمن، رئیس حزب جمهوری خواه ایالت آیووا ۲۰۱۴-اکنون[۵]
- راجر ف. ویلر جونیور، رئیس حزب جمهوری خواه لوئیزیانا ۲۰۰۴–۲۰۱۸[۵]
- جین تیمیکن، رئیس حزب جمهوریخواه اوهایو از سال ۲۰۱۷ تاکنون[۵]
- براد کورتنی، رئیس حزب جمهوری خواه ویسکانسین ۲۰۱۱–۲۰۱۹[۵]

### اشخاص حقیقی
- گلن بک، مفسر سیاسی محافظه کار، میزبان رادیو و تولیدکننده تلویزیون [۴۶] (مستقل)
- دن باانگینیو، نماینده سرویس مخفی سابق؛ نامزدی برای FL-19 در سال ۲۰۱۶؛ نامزد جمهوریخواه مجلس سنا از مریلند در سال ۲۰۱۲ و MD-6 در سال ۲۰۱۴[۳۷]
- جیم براون، بازیگر و بازیگر سابق آمریکایی[۳۸]
- جان گاتسی ماتیدیس، میزبان میلیاردر تاجر و رادیو نشان می‌دهد؛ نامزد شهردار نیویورک، نیویورک در سال ۲۰۱۳[۳۹]
- جوزف کیر، بازرگان و املاک و مستغلات[۴۰]
- مایک سرنوویچ، یک شخصیت سایت‌های اجتماعی آمریکایی، نویسنده و نظریه‌پرداز توطئه است.[۴۱][۴۲]
- جوئل کمم، نویسنده و بازاریاب اینترنتی[۴۳]
- کلبی کوانینگتون، هنرمند حرفه ای مخلوط رزمی[۴۴]
- الماس و ابریشم، وبلاگ نویسان ویدیویی زنده و شخصیت‌های رسانه‌های اجتماعی
- چارلز دولان، میلیاردر
- جیمز ل. ولالان، بازرگان
- دینش دسوزا، مفسر سیاسی سمت راست، نویسنده و فیلمساز
- استوارت اپیرسون، یکی از بنیانگذاران و رئیس انجمن ارتباطات سالم و یکی از اعضای محافظه‌کار سی‌ان‌پی؛ نامزد جمهوریخواه برای ان‌سی-۵ در سالهای ۱۹۸۴ و ۱۹۸۶
- خوزه فانجول، دومین شاعر برادران فانجول
- مایکل گلاسنر، مدیر اجرایی کمیته مبارزات انتخاباتی رئیس‌جمهور دونالد ترومپ
- لوید گلدمن، توسعه دهنده املاک و بنیانگذار مدیریت ساختمان
- فرانکلین گراهام، پیامبر و مسیحی مسیحی (مستقل)
- اسکاتل نول هیوز، روزنامه‌نگار و مفسر سیاسی
- الکس جونز، نظریه‌پرداز میزبان رادیو و نظریه‌پرداز توطئه [نیازمند منبع]
- مارک کاوویتز، وکیل محاکمه
- جی کمرر، بازرگان، کارآفرین و بشردوست
- تامی لرن، مفسر سیاسی محافظه کار و میزبان تلویزیون سابق
- ریچارد لفراک، بازرگان
- هاوارد لوربر، بازرگان و سرمایه‌گذار
- جفری لوریا، فروشنده هنر، نویسنده و صاحب تیم ورزشی پیشین
- آن ویندفور ماریون، خرگوش، پرورش دهنده اسب، جوایز کسب و کار، بشردوستانه، و مجموعه هنری
- گاوین مکیننس، نویسنده، بازیگر و کمدین
- ویلیام مونکریف، بازرگان در بخش نفت و گاز
- جفری پالمر، توسعه دهنده املاک و اهداء کننده جمهوری خواه
- برد پارسکیل، رسانه دیجیتال و استراتژیست سیاسی
- رونالد پرلمن، بازرگان، سرمایه‌گذار و شهردار
- کاترینا پیرسون، فعال و مشاور چای حزب چای؛ کاندیدای TX-32 در سال ۲۰۱۴
- اندرو پولاک، فعال مدرسه ایمنی
- باب پرتو، بازیکن فوتبال و مربی سابق آمریکا
- روی ریمان، بنیانگذار انتشارات ریمان
- فیل روفین، بازرگان
- فاروق شامی، بازرگان؛ کاندیدای فرماندار تگزاس در سال ۲۰۱۰ (دموکرات)
- دونالد ترامپ جونیور، بازرگان و شخصیت تلویزیون واقعیت قبلی (پسرش)
- اریک ترامپ، بازرگان، بشردوست و شخصیت تلویزیونی واقعیت قبلی (پسرش)
- لارا ترامپ، میزبان تلویزیون، تولیدکننده تلویزیون و کمپین مشاور (دخترش در قانون)
- مارلانا ونهوس، خواننده معاصر مسیحی
- رونالد جی. وانک، بنیانگذار و رئیس صنایع مبلمان اشلی
- هرشل ویلیامز، افسر ارشد بازنشسته یواس‌ام سی
- استیو ویتکوف، سرمایه‌گذار املاک و مستغلات، صاحبخانه و بنیانگذار گروه ویتکوف
- جیمز وودز، بازیگر، بازیگر صدا و تولیدکننده
- باب رایت، وکیل، بازرگان و نویسنده
- تروی یوکوم، جانباز جنگ عراق
- مایکل یانگ، جانباز عملیات خدمتکار و عملی که فقط به خاطر دارد

### سازمان‌ها
- کمیته دفاع از رئیس‌جمهور
- کمیته عالی آمریکا
- بزرگ آمریکا پی‌ای‌سی
- دانش آموزان برای ترامپ